# 中壤塘镇
中壤塘乡，是中华人民共和国四川省阿坝藏族羌族自治州壤塘县下辖的一个乡镇级行政单位。

## 行政区划
中壤塘乡下辖以下地区：
壤塘村、布康木达村、伊根门多村和查托村。